# Las Martinas
Las Martinas es una localidad sede de uno de los ocho que integran el Municipio Sandino ubicado en lo más occidental de la provincia de Pinar del Río en la isla de Cuba.
Cuenta con una población de 3 133 habitantes y una extensión superficial de 96.50 km².

## Geografía
Situado al suroeste del municipio. Limita al norte con el Consejo Popular de Cortés, al sur y al este con los  de Cortés y el Mar Caribe.

## Poblamiento
Cuenta con 13 Circunscripciones, el núcleo urbano Las Martínas y los asentamientos de Palmarito, La Güira y El Carril.